# Liga del Norte de Coahuila
La Liga de Béisbol Instruccional del Norte de Coahuila o simplemente Liga del Norte de Coahuila (LNC), es una liga de béisbol semi-profesional jugada en la región centro, carbonífera y norte del estado de Coahuila, México.
La temporada regular se desarrolla entre abril y agosto dejando los meses de agosto y septiembre para los play-offs. Los juegos se programan solamente los domingos realizando dos juegos por cada serie, teniendo un total de 28 juegos divididos en dos vueltas.
Hasta la edición de 2016 la Liga participaba en la Copa Gobernador, la cual consiste en un cuadrangular entre una selección de la liga y los equipos de la Liga Mexicana de Béisbol: Acereros del Norte, Algodoneros de Unión Laguna y Saraperos de Saltillo. Se realiza en el mes de marzo antes del inicio de la LMB.
Los equipos que logren terminar como los mejores seis de la temporada regular, clasifican a una postemporada para determinar al equipo campeón de la liga.

## Historia
La Liga de Béisbol del Norte de Coahuila fue fundada en 1945 teniendo distintas etapas a lo largo de su historia. En 1969 se funda la asociación civil "Liga de Béisbol del Norte de Coahuila" comenzando la tercera etapa de su historia, año desde que se ha realizado de manera consecutiva. La Liga lleva el nombre de José Fernández Santos en honor a uno de los más grandes impulsores del deporte en general.

## Equipos

### Temporada 2024
| Liga del Norte de Coahuila 2024 |                           |                        |
| Equipo                          | Mánager                   | Sede                   |
| Acereros de Monclova            | Domingo Castro            | Monclova, Coahuila     |
| Agricultores de Morelos         | Javier Villasana Ramírez  | Morelos, Coahuila      |
| Barreteros de Barroterán        | Federico Viera Saldívar   | Barroterán, Coahuila   |
| Bisontes de Saltillo            | Carlos Huerta González    | Saltillo, Coahuila     |
| Carboneros de Nava              | Javier Medina Garza       | Nava, Coahuila         |
| Halcones de CEUC Monclova       | Héctor Zacatillo Guerrero | Monclova, Coahuila     |
| Lobos de Nava                   | Ramón Gallardo            | Nava, Coahuila         |
| Mets de Sabinas                 | José Cumpian              | Sabinas, Coahuila      |
| Mineros de Nueva Rosita         | Ángel Rendón Rangel       | Nueva Rosita, Coahuila |
| Tuzos de Palaú                  | Roberto Villarreal        | Palaú, Coahuila        |

### Desaparecidos
A lo largo de su historia la liga ha tenido otros clubes, que por diversas circunstancias han dejado el circuito. A continuación los clubes que han desaparecido de la LNC:
| Equipos Desaparecidos           |                               |
| Equipo                          | Sede                          |
| Águilas de Nava                 | Nava, Coahuila                |
| Águilas de Piedras Negras       | Piedras Negras, Coahuila      |
| Astros de Piedras Negras        | Piedras Negras, Coahuila      |
| Astros de Sacramento            | Sacramento, Coahuila          |
| Aztecas de Múzquiz              | Múzquiz, Coahuila             |
| Bravos de Agujita               | Agujita, Coahuila             |
| Bravos de Múzquiz               | Múzquiz, Coahuila             |
| Cardenales de Cloete            | Cloete, Coahuila              |
| Cardenales de Sabinas           | Sabinas, Coahuila             |
| Diablos de Monclova             | Monclova, Coahuila            |
| Industriales de Acuña           | Ciudad Acuña, Coahuila        |
| Industriales de Castaños        | Castaños, Coahuila            |
| Industriales de Monclova        | Monclova, Coahuila            |
| Lobos de Sabinas                | Sabinas, Coahuila             |
| Lobos U.A. de C. de Monclova    | Monclova, Coahuila            |
| Mineros de Cloete               | Cloete, Coahuila              |
| Nogaleros de Allende            | Allende, Coahuila             |
| Piratas de Sabinas              | Sabinas, Coahuila             |
| Rieleros GIMSA de Frontera      | Frontera, Coahuila            |
| Rovirosa de Nueva Rosita        | Nueva Rosita, Coahuila        |
| San Juan de San Juan de Sabinas | San Juan de Sabinas, Coahuila |
| Sección 27 de Esperanzas        | Las Esperanzas, Coahuila      |
| Siderúrgicos de Monclova        | Monclova, Coahuila            |
| Tecos de Nuevo Laredo           | Nuevo Laredo, Tamaulipas      |
| Yankees de Nuevo Laredo         | Nuevo Laredo, Tamaulipas      |
| Yankees de San Buenaventura     | San Buenaventura, Coahuila    |

### Campeones
| Año  | Campeón                               | Serie                                 | Subcampeón                            |
| ---- | ------------------------------------- | ------------------------------------- | ------------------------------------- |
| 2005 | Mineros de Nueva Rosita               | 4-1                                   | Cardenales de Cloete                  |
| 2006 | Mineros de Nueva Rosita               | 4-0                                   | Águilas de Nava                       |
| 2007 | Mineros de Nueva Rosita               | 4-0                                   | Tuzos de Palaú                        |
| 2008 | Mineros de Nueva Rosita               | 4-?                                   | Astros de Piedras Negras              |
| 2009 | Mineros de Nueva Rosita               | 4-?                                   | Piratas de Sabinas                    |
| 2010 | Piratas de Sabinas                    | 4-2                                   | Agricultores de Morelos               |
| 2011 | Rieleros GIMSA de Frontera            | 4-1                                   | Siderúrgicos de Monclova              |
| 2012 | Carboneros de Nava                    | 4-2                                   | Tuzos de Palaú                        |
| 2013 | Rieleros GIMSA de Frontera            | 4-2                                   | Tuzos de Palaú                        |
| 2014 | Rieleros GIMSA de Frontera            | 4-2                                   | Tuzos de Palaú                        |
| 2015 | Rieleros GIMSA de Frontera            | 4-1                                   | Tuzos de Palaú                        |
| 2016 | Rieleros GIMSA de Frontera            | 4-3                                   | Tuzos de Palaú                        |
| 2017 | Tuzos de Palaú                        | 4-1                                   | Carboneros de Nava                    |
| 2018 | Barreteros de Barroterán              | 4-1                                   | Carboneros de Nava                    |
| 2019 | Acereros de Monclova                  | 4-1                                   | Bravos de Sabinas                     |
| 2020 | Cancelada por la Pandemia de COVID-19 | Cancelada por la Pandemia de COVID-19 | Cancelada por la Pandemia de COVID-19 |
| 2021 | Halcones de CEUC Monclova             | 4-1                                   | Carboneros de Nava                    |
| 2022 | Mineros de Nueva Rosita               | 4-0                                   | Bravos de Sabinas                     |
| 2023 | Carboneros de Nava                    | 4-2                                   | Bravos de Sabinas                     |
| 2024 | Barreteros de Barroterán(1)           | 2-2                                   | Acereros de Monclova                  |

1 El equipo de Barreteros se proclamó campeón debido a que el equipo de Acereros no pudo continuar jugando la final cuando se encontraba la serie 2 juegos a 2.

### Campeonatos por Club
A continuación se muestran los campeonatos por club desde la temporada 2005:
| Equipo                     | Títulos | Subtítulos | Años de Campeonato                 | Años de Subcampeonato              |
| -------------------------- | ------- | ---------- | ---------------------------------- | ---------------------------------- |
| Mineros de Nueva Rosita    | 6       | 0          | 2005, 2006, 2007, 2008, 2009, 2022 |                                    |
| Rieleros GIMSA de Frontera | 5       | 0          | 2011, 2013, 2014, 2015, 2016       |                                    |
| Carboneros de Nava         | 2       | 3          | 2012, 2023                         | 2017, 2018, 2021                   |
| Barreteros de Barroterán   | 2       | 0          | 2018, 2024                         |                                    |
| Tuzos de Palaú             | 1       | 6          | 2017                               | 2007, 2012, 2013, 2014, 2015, 2016 |
| Piratas de Sabinas         | 1       | 1          | 2010                               | 2009                               |
| Acereros de Monclova       | 1       | 1          | 2019                               | 2024                               |
| Halcones de CEUC Monclova  | 1       | 0          | 2021                               |                                    |
| Bravos de Sabinas          | 0       | 3          |                                    | 2019, 2022, 2023                   |
| Cardenales de Cloete       | 0       | 1          |                                    | 2005                               |
| Águilas de Nava            | 0       | 1          |                                    | 2006                               |
| Astros de Piedras Negras   | 0       | 1          |                                    | 2008                               |
| Agricultores de Morelos    | 0       | 1          |                                    | 2010                               |
| Siderúrgicos de Monclova   | 0       | 1          |                                    | 2011                               |